# Elkerzee
Elkerzee is een buurtschap in de gemeente Schouwen-Duiveland, in de Nederlandse provincie Zeeland.

## Geschiedenis

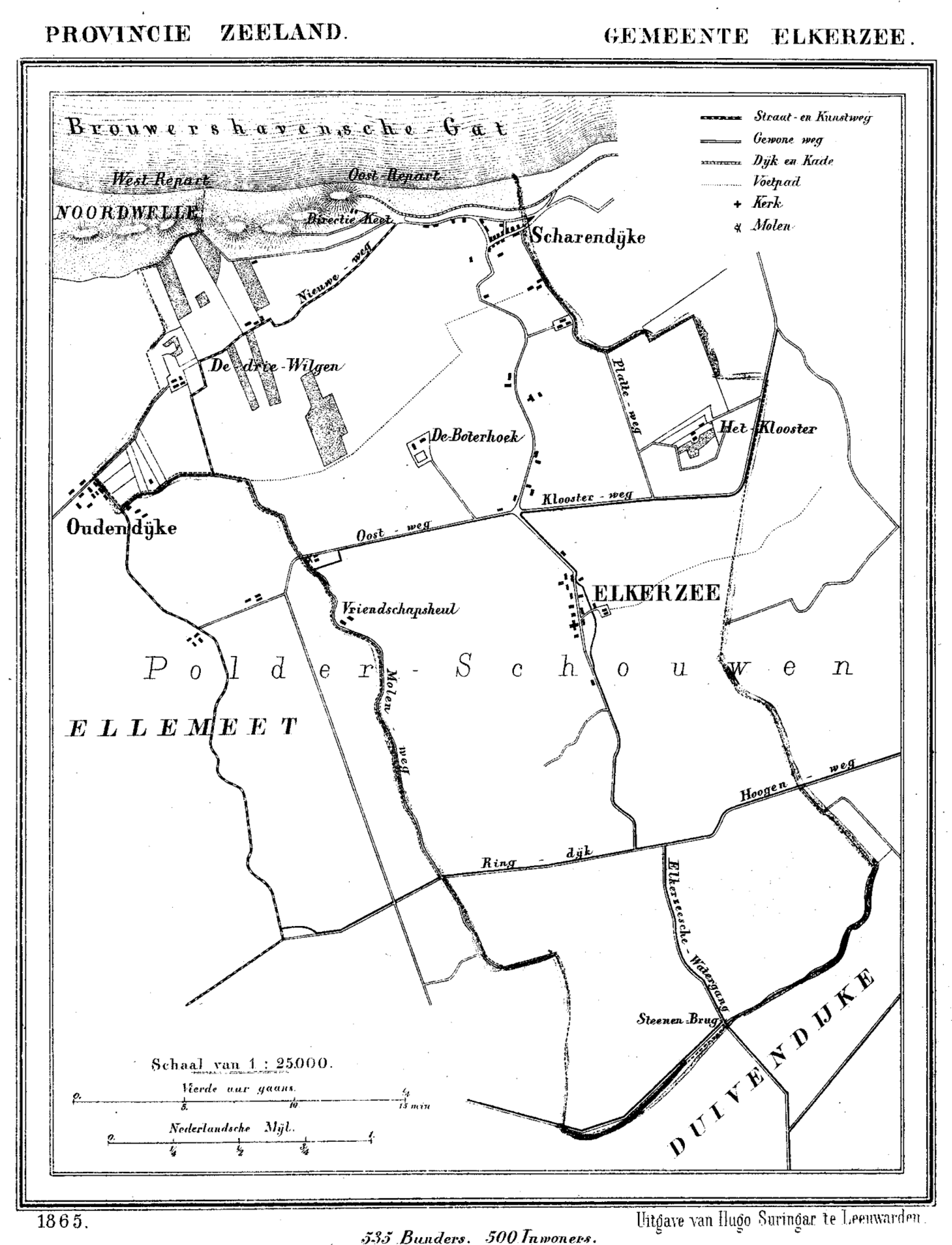
Gemeente Elkerzee, 1865

De buurtschap, die tegenwoordig slechts een tiental huizen telt, was vroeger een volwaardig dorp met een kerk, een school en winkels. De plaats wordt in 1156 vermeld als Hildchereshe. De naam ontwikkelde zich via Elegarsee en Elcherzee in Elkerzee en heeft betrekking op een water (ee) van ene Hildcher of Helcker.

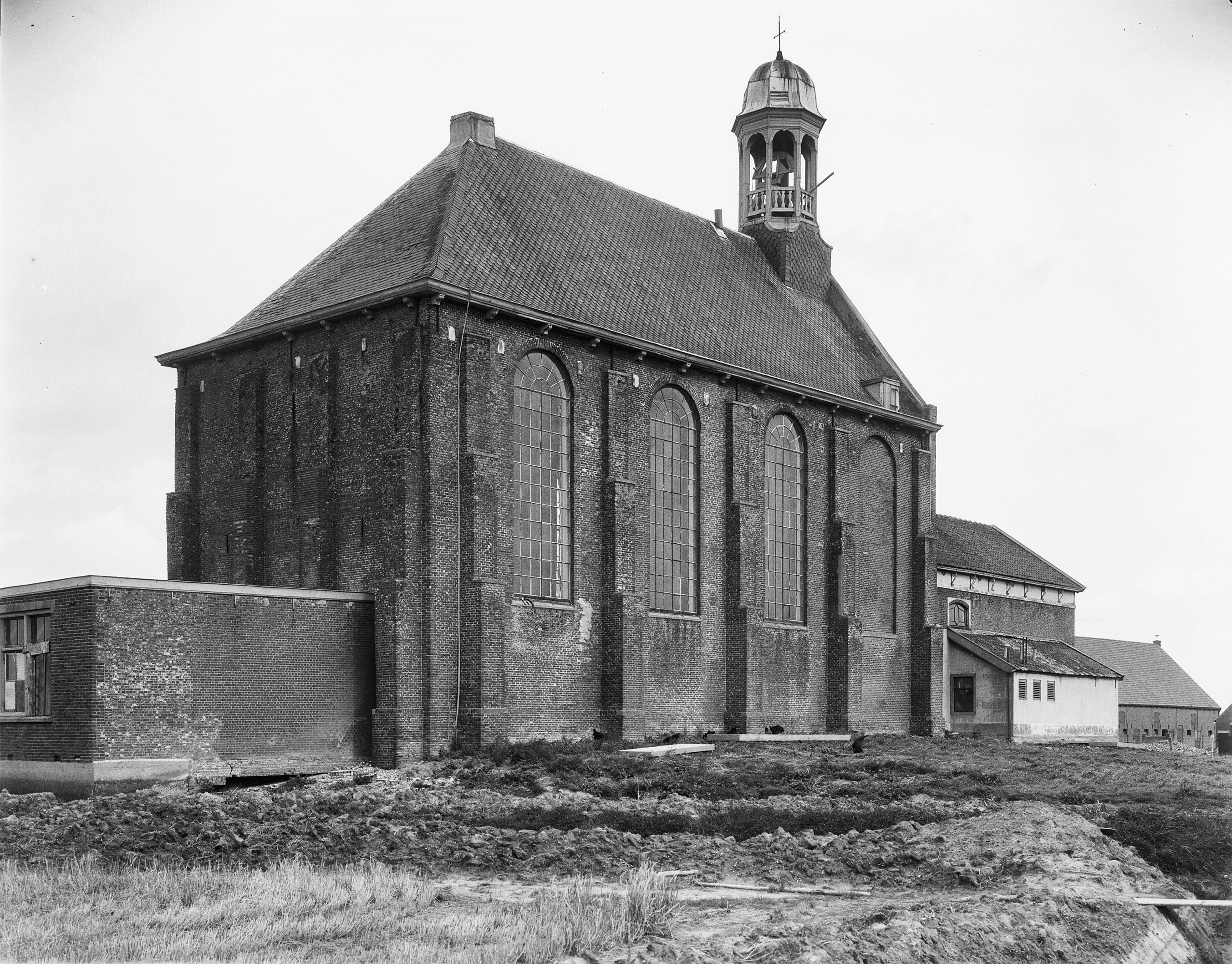
Ned. Hervormde Kerk, 1954

De kerk, een zaalkerk uit 1741, werd tijdens de Watersnood van 1953 dusdanig beschadigd dat tot sloop besloten werd. De terp waarop de kerk stond is nog duidelijk zichtbaar, evenals restanten van de begraafplaats.
Tot 1961 vormde Elkerzee een zelfstandige gemeente, die opging in de gemeente Middenschouwen. De herindeling betekende een grote klap voor Elkerzee, omdat het naburige Scharendijke, een relatief nieuw dorp, voorheen niet meer dan een buurtschap, als groeikern voor de nieuwe gemeente werd aangewezen. Veel voorzieningen, waaronder de kerk, werden naar Scharendijke verplaatst. In Elkerzee staat nog wel de witte korenmolen De Lelie.

## Bezienswaardigheden
Elkerzee telt 5 rijksmonumenten.